# Mourad Meghni
Mourad Meghni (en árabe مراد مغني, nacido el 16 de abril de 1984, París, Francia) es un futbolista argelino que juega como centrocampista en el SS Lazio de Roma del Calcio italiano

## Biografía
Mourad Meghni nació en París. Su posición natural es de media punta, donde se desenvuelve con soltura tanto en la distribución del juego como en el último pase. Posee una gran técnica con el balón en los pies y un buen disparo a media distancia con las dos piernas. Sus características técnicas y su origen argelino hacen que sea comparado con el también francés Zinedine Zidane.

## Trayectoria
- En 2002 el Bolonia FC, antes la posible fuga de su gran talento, le hizo su primer contrato profesional.

- en 2005 el club italiano lo presto al Sochaux FC qui juega en la liga francesa, un año después vuelve a jugar en su club italiano el Bolonia FC hasta el 2007
- en 2007 ha pasado a SS Lazio de roma por 1,5 M de euros.

## Selección nacional de Francia
- En lo referente a la selección francesa, se proclamó campeón del Mundo con la selección sub-17 en el año 2001, Copa Mundial de Fútbol Sub-17,

## Selección nacional de Argelia
En 2009, expresó su ardiente deseo de unirse a la Selección de fútbol de Argelia con el fin de participar con el equipo de Argelia a los playoffs combinada la Copa Mundial de Fútbol de la FIFA y la Copa Africana de Naciones fútbol. Se reunió por primera vez durante el partido Argelia - Uruguay el 12 de agosto de 2009 al estadio 5 de julio de 1962 de Argel.
su petición has sido aceptada y confirmada por el seleccionador argelino Rabah Saadane.

## Clubes
| Club       | País    | Año       |
| ---------- | ------- | --------- |
| Bolonia FC | Italia  | 2002-2005 |
| Sochaux FC | Francia | 2005-2006 |
| Bolonia FC | Italia  | 2006-2007 |
| SS Lazio   | Italia  | 2007      |

## Copas internacionales
| Título                        | Club (*)             | País    | Año  |
| ----------------------------- | -------------------- | ------- | ---- |
| Copa Mundial de Fútbol Sub-17 | Selección de Francia | Francia | 2001 |
| Copa de Italia                | SS Lazio             | Italia  | 2009 |

(*) Incluyendo la selección